# طيطمة
طيطمة أو الشيخة طيطمة فنانة جزائرية من مواليد مدينة تلمسان عام 1891 م حيث كنات تؤدي الحوفي والحوزي توفيت في 22 أفريل 1962

## حياتها
أدت الشيخة طيطمة طابع الحوفي والحوزي وكانت عازفة ماهرة كالعود والكويترة والكمان، وأدت مع الجوق النسوي “الفوارات”، قبل أن تحتك بأسماء كبيرة في عالم موسيقى الحوزي، أمثال الشيخ العربي بن صاري، والشاعر مولاي دريس مدغري، والشيخ محمد ديب.
مشاكل الشيخة طيطمة بدأت سنة 1919 وكانت صدمتها كبيرة بعد أن وزعت على كامل تلمسان عريضة لطردها، وبسبب مؤامرات حاكها كبار أعيان المدينة المحافظون أكرهت الشيخة على مغادرة تلمسان إلى فاس المغربية، حيث عاشت لوعة الشوق والفراق، مدة خمس سنوات، عوضتها بالعمل والمثابرة، فقامت بتسجيل نحو ستين أغنية، كتبها شعراء كبار من بينهم المنداسي وبن سهلة وبن تريكي .
بعد عودتها سنة 1925 عملت “الشيخة طيطمة” مع أوركسترا عمر بخشي، كما انضم إليها عبد كريم دالي، وكانت أول من ضم آلة البيانو إلى جوق أندلسي، واستعانت بعازف البيانو العبقري جيلالي زروقي، فتألقت بقصائد لابن المسايب واليعقوبي وأحمد زنقلي .
كانت الشيخة طيطمة تتنقل بيت تلمسان والعاصمة، وأصبحت نجمة الأعراس العاصمية بلا منازع، بفضل موسيقى الحوزي ولم تنتقل إلى العاصمة إلا في 1952 بدعوة من صديقتيها مريم فكاي وتماني ثم انضمت إلى الجوق النسوي الشهير المكون من فكاي وفضيلة الدزيرية وسلطانة داود أو رينات الوهرانية.

## أعمالها
من أشهر ما غنت :
- لقيتها في الطوافي تسعى
- نار هواكم لاهب
- شحال عشت لابد تندم